# Gălăbovo, Smolean
Gălăbovo (în bulgară Гълъбово) este un sat în comuna Banite, regiunea Smolean,  Bulgaria. 

## Demografie
Componența etnică a satului Gălăbovo
     Turci (1,13%)
     Bulgari (70,96%)
     Nicio identificare (27,89%)
     Altele (0%)
La recensământul din 2011, populația satului Gălăbovo era de 527 locuitori. Din punct de vedere etnic, majoritatea locuitorilor (70,96%) erau bulgari, cu o minoritate de turci (1,13%). Pentru 27,89% din locuitori nu este cunoscută apartenența etnică.